# Ruangrupa
ruangrupa (skrivs vanligen med små bokstäver och utan mellanslag) är ett samtidskonstkollektiv grundat av konstnärer i Jakarta år 2000. Namnet ruangrupa betyder "utrymme/plats för konst" eller "visuellt utrymme" på indonesiska. 

## Organisation
Gruppen grundades av Ade Darmawan, Hafiz, Ronny Agustinus, Oky Arfie Hutabarat, Lilia Nursita och Rithmi. Redan från början arbetade gruppen med att skapa en ny organisationsform som sökte sig bortom den klassiska västcentrerade samtidskonstens begreppssfär. De har skapat en rad olika divisioner inom den idag ganska stora organisationen med flera underavdelningar och arbetar för att främja och utveckla konstnärliga idéer med utställningar, festivaler, konstlaboratorier, workshops, forskning och genom att publicera böcker och tidskrifter. Kärntruppen består idag av tiotalet konstnär som regissören Darmawan, Reza Afisina, Indra Ameng, Farid Rakun, Daniella Fitria Praptono, Iswanto Hartono, Ajeng Nurul Aini, Julia Sarisetiati och Mirwan Andan. De driver många projekt som ARTLAB, RURU Gallery, onlinetidningen Karbon , RURUradio, konstskolan Institut ruangrupa (Ir.) och konstfestivaler som Jakarta 32°C och OK.Video, där det senare idag har blivit till en egen videoavdelning.

## Verksamhet
Ruangrupa har deltagit i en mängd utställningar som Gwangju Biennale (2002, 2018), Istanbulbiennalen (2005), Asia Pacific Triennial of Contemporary Art på Queensland Art Gallery i Brisbane (2012), Singapore Biennale (2011) och São Paulos internationella konstbiennal (2014). År 2010 gjorde gruppen en jubileumsutställning på National Gallery of Indonesia i Jakarta och 2016  curerade de samlingsutställningen Sonsbeek i Arnhem.
Ruangrupa utsågs i februari 2019 som konstnärlig ledare för documenta 15 juni-september 2022.